# Paulo César Araújo
Paulo César Araújo (Santos, 27 oktober 1934 - aldaar, 4 april 1991) was een  Braziliaans voetbaldoelman en trainer, beter bekend onder zijn spelersnaam Pagão.

## Biografie
Pagão begon zijn carrière in 1955 bij Santos en scoorde 149 keer voor de club waardoor hij op de negende plaatst staat in de lijst van topschutters aller tijden van de club. Het hadden er meer kunnen zijn had hij minder blessures gehad. Zijn opvolger Coutinho noemde hem een van de grootste spitsen in de clubgeschiedenis. Met Santos won hij zes keer het Campeonato Paulista, één keer het Torneio Rio-São Paulo, twee keer de landstitel, één keer de Copa Libertadores en de intercontinentale beker. In 1963 maakte hij de overstap naar São Paulo, waar hij nog drie jaar speelde.
Hij overleed op 56-jarige leeftijd in 1991 aan leverfalen.